# 西本直
西本 直（にしもと すなお、1958年8月17日 - ）は、愛媛県宇和島市出身のアスレティックトレーナー、サッカー指導者。

## 来歴
サラリーマン時代、西洋医学と東洋医学の両方の視点から発展させた治療体系「操体法」に出会い、30代の時に仕事を辞めて整体の道に進んだ。1991年に西本治療院を開業。1993年よりサンフレッチェ広島のストレングス＆コンディショニングトレーナーを務め、風間八宏、高木琢也、森保一らの治療と強化を担当して、1994年の第1ステージ優勝に貢献した。1996年にヴィッセル神戸のフィジカルコーチを退任後、1999年からはトレーナーズルーム「からだ工房」開設し、パーソナルトレーナーとして広島東洋カープ投手佐々岡真司の復活を支えた。
それまでの経験と知識の蓄積、ウェイトトレーニングの手法なども貪欲に吸収し、独自の理論体系「西本理論」を確立させ、2004年には『朝3分の寝たまま操体法』を出版してロングセラーとなった。
2013年より、風間八宏が監督を務める川崎フロンターレのトレーニングコーチに就任。同年5月、一身上の都合で辞任した。

## 指導歴
- 1993年3月 - 1995年 サンフレッチェ広島F.C ストレングス＆コンディショニングトレーナー
- 1996年 三菱重工広島硬式野球部 コンディショニングコーチ
- 1997年 ヴィッセル神戸 フィジカルコーチ
- 1999年3月 - 2007年10月 広島東洋カープ 佐々岡真司パーソナルトレーナー
- 1999年7月 - 2000年6月 協和発酵硬式野球部 コンディショニングコーチ
- 2000年 - 2003年 三菱重工広島硬式野球部 コンディショニングコーチ
- 2010年 - 2012年 三菱重工広島硬式野球部 コンディショニングコーチ
- 2013年1月 - 5月 川崎フロンターレ トレーニングコーチ

## 関連情報

### 書籍
- 『朝3分の寝たまま操体法』講談社、2004年。ISBN 978-4062722698。